# Умага, Майк
Майк Умага (англ. Mike Umaga, родился 19 февраля 1966) — новозеландский и самоанский регбист, выступавший на позиции фуллбэка, винга и центра, ныне регбийный тренер.

## Личная жизнь
Родом из новозеландского Окленда. Брат — регбист Тана Умага, в прошлом капитан сборной Новой Зеландии, против которого Майк сыграл в матче один раз, потерпев от «Киви» поражение 13:71. Двоюродный брат — Джерри Коллинз, игравший за сборную Новой Зеландии на чемпионатах мира 2003 и 2007 годов. Есть сын Джейкоб, также регбист.

## Игровая карьера
С 1995 года Умага выступал в Англии, провёл два сезона за регбилиг-клуб «Галифакс». После признания регби профессиональным видом спорта он перешёл в регби-15 и с 1997 года стал игроком и играющим тренером клуба «Ротерем Тайтнз». Официальный дебют за команду состоялся 17 января 1998 года, за шесть сезонов Умага провёл 133 игры (из них 130 в стартовом составе), занеся 38 попыток, пробив успешно 85 реализаций и 69 штрафных, что вылилось в итоговые 567 очков. Является рекордсменом клуба по числу реализаций за один матч: 10 реализаций в игре против «Ватерлоо» 11 марта 2000 года). 8 мая 2004 года провёл последнюю игру за команду против «Ньюкасл Фэлконс» и занёс одну попытку, что не спасло его команду от поражения 20:26 и вылета в дивизион ниже. За национальную сборную Самоа Умага сыграл 13 матчей и набрал 13 очков. Числился в заявке сборных на чемпионаты мира 1995 и 1999 годов.

## Тренерская карьера
В июле 2004 года Умага стал тренером защиты в клубе «Ковентри», получив пост помощника тренера в сентябре 2004 года и главного тренера в апреле 2005 года. Однако 14 ноября 2006 года он был отстранён от работы тренером по решению клуба из-за «серьёзных разногласий», окончательно уйдя в отставку меньше чем через две недели. Умага подал в суд на клуб за разрыв контракта и несправедливые действия, выиграв дело в 2007 году и получив в качестве компенсации 38 тысяч фунтов стерлингов.
13 января 2007 года Умага дебютировал в качестве играющего тренера клуба «Кенилуорт» в матче против «Кэмпхилл» Второго дивизиона Мидлендса (зона «Запад»), завершившемся победой 20:6. Благодаря шести играм с Умагой в составе клуб вышел в Первый дивизион Мидлендса сезона 2007/2008. Позже он руководил клубом «Нанитон», проиграв первый матч 22:37 на предсезонном сборе клубу «Ньюбери». В дальнейшем он тренировал защиту команды школы Уорвик и команду Бирмингемского университета. С 2012 года тренер клуба «Стаурбридж Сэксонс» Национального дивизиона.